# Serra de Tramuntana

Lokalizacja regionu górskiego na mapie konturowej Majorki

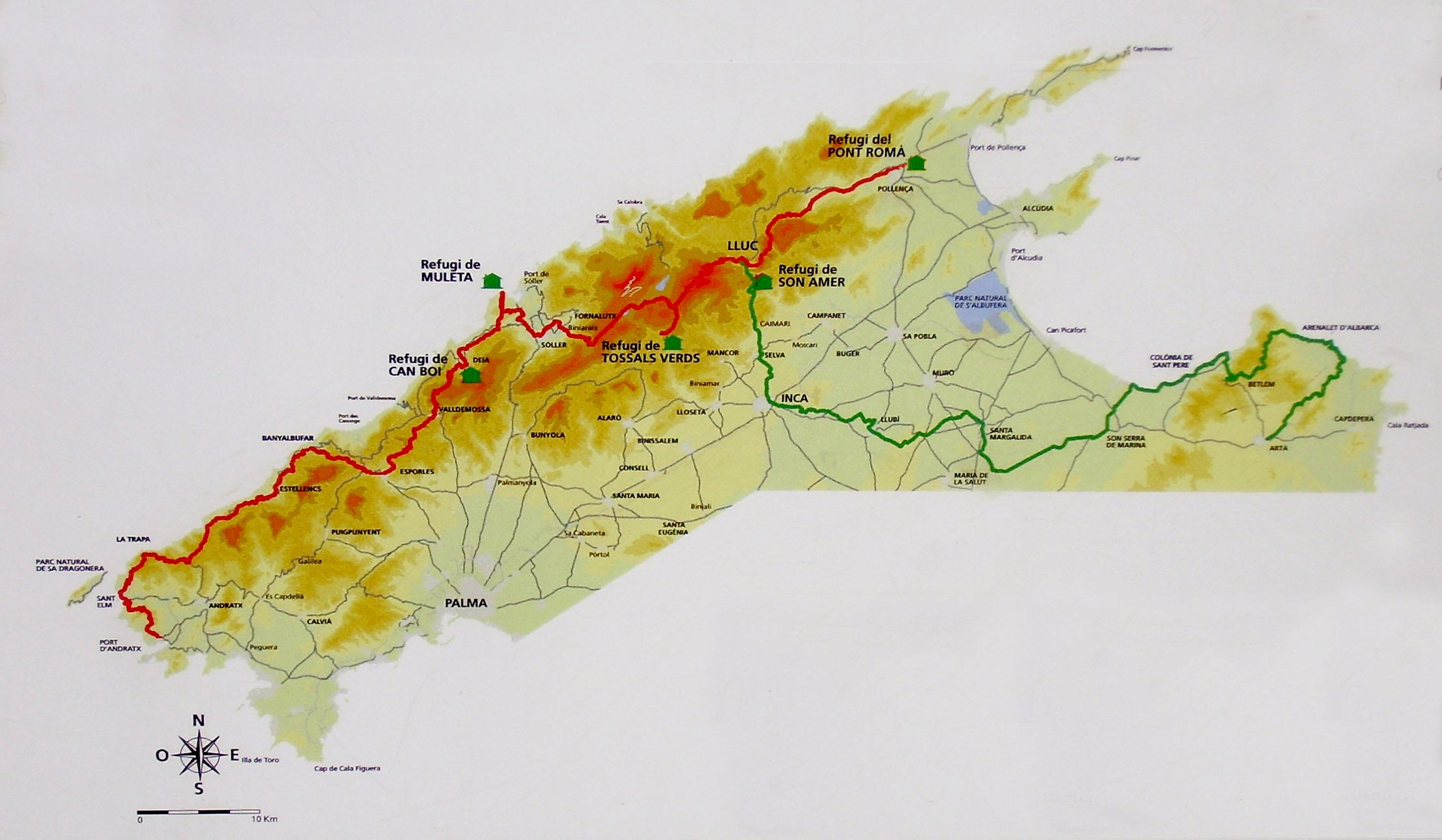
Mapa gór

Serra de Tramuntana – pasmo górskie znajdujące się na wyspie Majorka w archipelagu Balearów (Hiszpania). Serra de Tramuntana jest nazwą w języku katalońskim, natomiast w języku hiszpańskim (kastylijskim) ich nazwa brzmi Sierra de Tramontana.

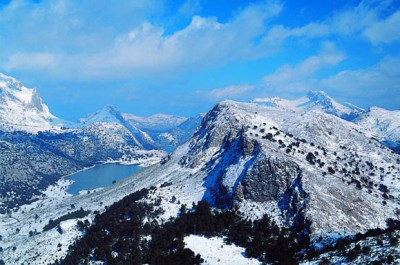
Widok gór

Góry te ciągną się pasem o długości 90 km i średniej szerokości 10 km wzdłuż północno-zachodniego skraju wyspy, od południowo-zachodniego krańca wyspy po półwysep Formentor znajdujący się na północnym krańcu Majorki. Najwyższym szczytem jest Puig Major o wysokości 1445 m n.p.m., który jest jednocześnie najwyższym wzniesieniem Balearów. Drugim co do wysokości szczytem wyspy jest Pico de Masanella (1365 m n.p.m.).
Na terenie gór występuje endemiczny gatunek żaby Alytes muletensis.